# Dothračtina
Dothračtina je fiktivní jazyk, vyskytující se v románech George R. R. Martina Píseň ledu a ohně. V knize je využíván Dothraky – barbarskými nájezdníky. Vyvinut byl Davidem J. Petersonem, členem Jazykotvorné společnosti (Language Creation Society) pro seriál Hra o Trůny televize HBO. Petersonova Dothračtina je založena na původní Martinově koncepci jazyka, který se vyskytuje v knihách (ale v díle se objevuje pouze několik Dothrackých pojmů a frází).

## Vývoj
Jazykotvorná společnost Dothračtinu vyvinula na žádost HBO. Skupina pověřená vývojem měla 30 členů a vedl je David J. Peterson. Slova jsou inspirována ruštinou, turečtinou, estonštinou, svahilštinou a jazykem Eskymáků.
Tvůrci jazyka se potýkali se dvěma omezeními:
1. musel být podobný frázím z knih
2. musel být snadný na zapamatování a výslovnost pro herce

## Příklady

### Číslovky
| Dothracky | Česky |
| at        | jeden |
| akat      | dva   |
| sen       | tři   |
| tor       | čtyři |
| mek       | pět   |
| zhinda    | šest  |
| fekh      | sedm  |
| ori       | osm   |
| qazat     | devět |
| thi       | deset |